# Bonitas
Die Bonitas Holding GmbH ist ein Zusammenschluss von Dienstleistungsunternehmen der Kranken- und Altenpflege mit Sitz im ostwestfälischen Herford. 

## Geschichte
Der Pflegedienst Bonitas wurde 1995 in Herford von Lars Uhlen, Martina Krutz und Thomas Standare gegründet. Im Laufe der Zeit wurden weitere Pflegedienste gegründet und übernommen und die Bonitas-Holding GmbH & Co. KG gegründet.
Die Filius GmbH, häusliche Kinderkrankenpflege bestand seit 1990 und gehört mit dem Standort Oldenburg zwischenzeitlich zur Bonitas-Holding.
Die 1992 in Bielefeld gegründete Mobile Intensiv- und Beatmungspflege wurde 2002 von Bonitas übernommen. Dazu gehörten Die Mobile Intensivpflege Bielefeld GmbH & Co. KG in Herford und Ibbenbüren und Die Mobile Intensivpflege Bergisches Land GmbH & Co. KG mit Sitz in Dortmund.
Seit 1993 gab es in Krefeld die AKS Kranken- und Intensivpflege GmbH & Co. KG, die auch zur Bonitas-Holding gehört.
Ebenfalls von Bonitas übernommen wurde die 1995 in Untermeitingen bei Augsburg gegründete Kerner Intensiv- und Beatmungspflege, die ihren Sitz in Kreut, einem Ortsteil der Gemeinde Oberhausen (bei Neuburg/Donau) hatte. Sie trägt heute den Namen Anita Kerner Intensivpflege GmbH & Co. KG und hat weitere Niederlassungen in Hengersberg und Stockach.
Der seit 1995 bestehende Pflegedienst Vita hat seinen Sitz in Bad Rothenfelde. Der Pflegedienst Heinemann und die Heinemann Krankenpflege GmbH & Co. KG befinden sich seit 1995 in Köln.
Das Unternehmen Bonitas wurde im Jahr 2000 mehrheitlich von der LVL Medical Group gekauft, ein von der Familie Lavorel gegründetes Healthcare-Unternehmen aus Frankreich.
Die Vios Intensiv- und Beatmungspflege wurde 1998 gegründet und 2002 von Bonitas übernommen. Sie ist in Herford und seit 2007 auch in Hamburg tätig. Ihre Assistenz im Norden wurde ebenfalls 1998 in Kiel gegründet und gehört seit 2007 zur Bonitas-Holding.
Zum 1. März 2012 wurde der bundesweite Intensivpflegedienst Pflege und Betreuung Bettler GmbH mit ca. 50 Patienten und etwa 350 Mitarbeitern übernommen und in Animus Kranken- und Intensivpflege in Dresden umfirmiert.
Im Jahr 2019 wurde die Bonitas Gruppe von der luxemburgischen Lavorel Medicare an die New Yorker Private-Equity-Gesellschaft Advent International veräußert. Im selben Jahr fusionierte Bonitas mit der Deutschen Fachpflege Gruppe zum größten deutschen Anbieter von Pflegedienstleistungen.

## Unternehmensdaten
Mitte 2016 war Bonitas mit über 3200 Mitarbeitern an etwa 40 Standorten nach eigenen Angaben und Presseberichten der größte deutsche Pflegedienst und der größte Anbieter für ambulante Intensivpflege in Deutschland.
Im Jahr 2020 betrug der Jahresumsatz 400 Millionen Euro, wobei 4387 Mitarbeiter in 72 Firmen an 126 Standorten tätig waren. Insgesamt kümmerte sich das Pflegepersonal um 4500 Patienten, wofür mehr als 700 Autos zur Verfügung standen. Bonitas war somit der zweitgrößte deutsche ambulante Pflegedienst.
Bis 2020 war der Gründer Lars Uhlen geschäftsführender Gesellschafter. Anschließend wechselte er in den Beirat. Seit März 2021 ist Sören Hammermüller Geschäftsführer.

## Firmen und Standorte
Der Firmensitz der Bonitas Holding GmbH und der meisten Bonitas-Firmen befindet sich in Herford. Von dort wurden im Juli 2016 die 43 Gesellschaften über acht Bezirksleitungen mit 102 Pflegedienstleitungen und 3247 Mitarbeitern geführt, wobei am Stammsitz in Herford 80 Mitarbeiter beschäftigt waren.
Komplementärin ist die Bonitas Pflegedienste Verwaltungs GmbH. Kommanditisten sind die LVL Beteiligungsgesellschaft mbH und die LVL Medical Deutschland GmbH.
Zur Bonitas Holding gehörten Anfang 2018 folgende Firmen:
- Bonitas GmbH & Co. KG in Herford, Bünde, Hiddenhausen, Detmold und Köln
- Bonitas Herford Krankenpflege GmbH & Co. KG in Recke (Westfalen)
- Bonitas Ravensberg GmbH & Co. KG in Wuppertal
- Bonitas Bielefeld GmbH & Co. KG in Bielefeld (4 ×)
- Bonitas im Mühlenkreis GmbH in Rahden
- Bonitas Krankenpflege GmbH in Enger
- Bonitas Krankenpflege GmbH in Blomberg
- Aaron Kranken- und Intensivpflege GmbH & Co. KG, Koblenz und Köln (bis 2016/17: DIE MOBILE)
- Amadeus Kranken- und Intensivpflege GmbH & Co. KG in Dortmund, Krefeld (bis 2016/17: Die Mobile)
- Anita Kerner Intensivpflege GmbH & Co. KG in Hengersberg, Kreut und Stockach
- Anita Kerner Kranken- und Altenpflege GmbH & Co. KG in Kaufering, Kreut und Untermeitingen
- Anita Kerner Franken Intensivpflege GmbH & Co. KG in Nürnberg
- air vital Kranken- und Intensivpflege GmbH in Münster und Beckum
- Animus Kranken- und Intensivpflege GmbH & Co. KG in Dresden
- Balthasar GmbH in Augsburg und Holzkirchen
- Benedikt Kranken- und Intensivpflege GmbH in Kassel
- Cura GmbH in Mannheim
- Heinemann Krankenpflege GmbH & Co. KG in Köln
- Ihre Assistenz im Norden GmbH & Co. KG in Kiel
- Jasper Kranken- und Intensivpflege GmbH & Co. KG in Hamburg und Herford (bis 2016/17: Vios)
- Jonathan GmbH in Schwäbisch Hall (bis 2016/17: Odemvitae)
- Joris Kranken- und Intensivpflege GmbH in Norden (Ostfriesland), Oldenburg (Oldenburg) und Wilhelmshaven (bis 2016/17: Filius)
- Julius Kranken- und Intensivpflege GmbH & Co. KG in Krefeld (bis 2016/17: AKS)
- Konstantin Kranken- und Intensivpflege GmbH & Co. KG in Viersen (bis 2016/17: Funck)
- Korbinian Kranken- und Intensivpflege GmbH in Memmingen (bis 2016/17: HeiLoMed)
- Leonard Kranken- und Intensivpflege GmbH in Hannover und Belm
- Lynn‘s BEST Kranken- und Intensivpflege GmbH in Gießen, Nürnberg und Weiden in der Oberpfalz
- Magnus Kranken- und Intensivpflege GmbH & Co. KG in Schleswig
- Tammo/Advertus Intensivpflege in Bremen
- Titus Kranken- und Intensivpflege GmbH & Co. KG in Detmold, Herford und Ibbenbüren (bis 2016/17: Die Mobile)
- Vita ambulante Pflege GmbH in Eichenzell und Sinntal
- Vita Krankenpflege GmbH & Co. KG in Bad Rothenfelde
- vivit Pflege GmbH in Ludwigshafen am Rhein

## COM-Service
In Bielefeld betrieb Bonitas den COM-Service, mit dem Senioren, Behinderte oder anderweitig belastete Personen oder Familien zu Hause oder in einem Heim betreut oder begleitet werden. Unter anderem wurden angeboten: Organisation und Beteiligung an Theater- und Kinobesuchen, Konzerten, Gottesdiensten, Einkäufen, Essen gehen, Reisen, Gesellschafts- und Ballspielen sowie Hobby- und Freizeitgestaltung.

## Unser kleines Heim
Seit April 2012 betreibt Bonitas in Herford in der Nähe des Stuckenbergs eine ambulant betreute Wohngemeinschaft „Unser kleines Heim am Stuckenberg“ für pflegebedürftige ältere Menschen als eine Alternative zum klassischen Pflegeheim. Mit dieser Wohnform und durch einen höheren Personaleinsatz sollen die pflegerischen und hauswirtschaftlichen Leistungen individueller gestaltet werden. Inzwischen gibt es auch „Unser kleines Heim“ in Belm, Bielefeld, Bünde, Detmold, Hiddenhausen und Rahden.

## Karlsson e. V.
Im April 2005 wurde in Herford Karlsson e. V., ein Verein für mehr Chancengleichheit von Kindern, mit der Zielsetzung gegründet, Kindern aus ärmeren Familien rund um Bielefeld und Herford zu helfen und zu unterstützen. Hauptsponsor ist die Bonitas Pflegegruppe, die den Verein ohne Verwaltungskosten unterstützt.

## PflegeLeicht Akademie
Auf dem Bildungscampus Herford und im bayrischen Kreut, einem Ortsteil der Gemeinde Oberhausen (bei Neuburg/Donau) betreibt Bonitas Tagungsstätten zur Fort- und Weiterbildung von Pflegekräften.